# Wólka Tanewska
Wólka Tanewska est une localité polonaise de la gmina d'Ulanów, située dans le powiat de Nisko en voïvodie des Basses-Carpates.